# یانوش رایز
یانوش رایز (مجاری: János Rajz؛ ‏ ۱۳ فوریهٔ ۱۹۰۷ – ۲۰ ژوئیهٔ ۱۹۸۱) بازیگر و صداپیشه اهل مجارستان بود.
از فیلم‌ها یا مجموعه‌های تلویزیونی که وی در آن نقش داشته‌است، می‌توان به تیلز، بلای جان گربه‌ها، ده‌هزار روز و چتر سنت پیتر اشاره کرد.
وی همچنین برندهٔ جوایزی همچون جایزه کشوت شده‌است.